# Liliana Le Hingrat
Liliana Le Hingrat, geb. Paşaluc (* 30. August 1967 in Iași, Rumänien), ist eine rumänisch-deutsche Autorin und Journalistin.

## Leben
Liliana Le Hingrat studierte Geschichtswissenschaften an der Universität "Alexandru Ioan Cuza" zu Iași und arbeitete dann als freie Korrespondentin für eine rumänische Tageszeitung. Seit 2015 lebt sie in den USA, wo sie sich für die Restaurierung der einsturzgefährdeten mediävalen Kirchburgen aus Transsylvanien in Rumänien engagiert. Für ihren Debütroman "Das dunkle Herz der Welt" wurde ihr 2016 der "Homer" in der Sparte "Historische Biographie / Historisches Ereignis" verliehen.

## Werke
- Das dunkle Herz der Welt, historischer Roman, Droemer-Knaur (2015) ISBN 9783426517598
- Die Blutchronik, historischer Roman, Droemer-Knaur (2018) ISBN 9783426521915

## Auszeichnungen
- 2016 – "Homer" für Das dunkle Herz der Welt